# کامپوزیت چوب پلاستیک

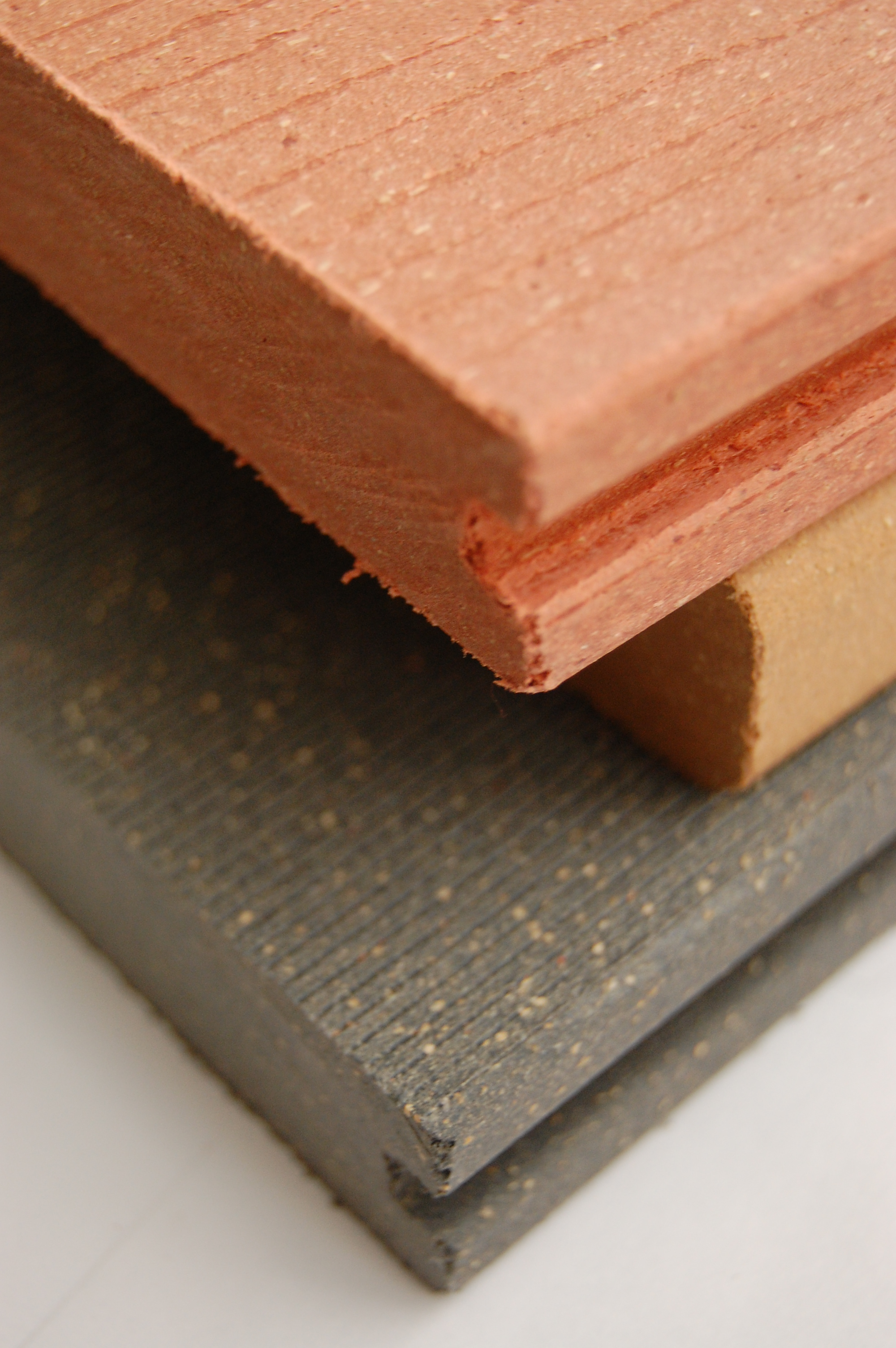

کامپوزیت چوب پلاستیک (به انگلیسی: Wood-plastic composite) (WPC) به صفحات و الوارهایی گفته می‌شود که از پلاستیک بازیافت شده و ذرات چوب کوچک یا الیاف ساخته شده‌است. کامپوزیت چوب پلاستیک در مقایسه با تاریخچه بلند محصولاتی چون الوارهای طبیعی و محصولات چوبی سنتی چون تخته‌های خرده چوبی(particleboard) و ورقه‌های فیبری محصولات نسبتاً" جدیدی بحساب می آیند.
این متن خلاصه برخی از مراحل اساسی ساخت، خواص فیزیکی و مکانیکی، در کاربرد های اساسی WPC می باشد.
کامپوزیت چوب پلاستیک به طور گسترده در ایالات متحده استفاده می شود آنها توسط مخلوط کردن ذرات چوب به شکل پودر با پلاستیک های بازیافتی ساخته می شوند . بازار کامپوزیت چوب پلاستیک آمریکای شمالی تقریباً " به فروشی بالغ بر ۱ میلیارد دلار رسیده است. پس از افزایش ۲۰۰ ٪ فروش بین سال‌های ۲۰۰۱ و ۲۰۰۶، انتظار می‌رود که ۲۰ ٪ رشد سالانه در ۵ - ۶ سال آینده رخ دهد .با افزایش ظرفیت کامپوزیت چوب پلاستیک، محصولات جدیدی مانند چهارچوب درب‌ها، نرده‌ها و قاب پنجره‌ها توسعه یافته‌اند .
چوب پلاستیک یا پلاستو وود موادی است که ترکیبی از چوب و پلاستیک بوده و ویژگی‌های هر دو را در خود دارد. این ماده معمولاً از ترکیبی از الیاف چوبی و رزین‌های پلیمری تولید می‌شود. چوب پلاستیک به دلیل مزایایی مانند مقاومت در برابر رطوبت، زنگ زدگی، آفتاب و سایر عوامل زیستی، معمولاً در برخی از کاربردهای خارجی مورد استفاده قرار می‌گیرد.
تایل چوب پلاستیک یا همان پارکت چوب پلاستیک، تایل‌هایی هستند که طراحی و بافت چوب را با استفاده از مواد پلاستیکی شبیه‌سازی می‌کنند. این تایل‌ها معمولاً در کفپوش‌ها و سطوح داخلی استفاده می‌شوند و دارای ویژگی‌هایی مانند مقاومت در برابر رطوبت، آسانی در نگهداری و نصب سریع هستند.
در مورد تفاوت چوب پلاستیک و ترمووود، ترمووود یک نوع چوب است که با استفاده از یک فرآیند حرارتی خاص به دمای بالا می‌رسد تا خواص آن تغییر کند. ترمووود مقاومت به رطوبت و آب بیشتری نسبت به چوب عادی دارد و می‌تواند در برخی از کاربردها به جای چوب پلاستیک مورد استفاده قرار بگیرد.
در مورد قیمت نرده چوب پلاستیک نیز، به دلیل نداشتن اطلاعات به‌روز در مورد بازار و منطقه خاص، نمی‌توانم قیمت دقیقی را ارائه دهم. بهتر است با فروشندگان محصولات چوب پلاستیک در منطقه خود تماس بگیرید تا اطلاعات بیشتری درباره قیمت و موارد مشابه دریافت کنید.
مراحل اصلی تولید و خواص کامپوزیت چوب پلاستیک
به‌طور کلی، ساخت کامپوزیت چوب پلاستیک یک فرایند دو مرحله ای است . ترکیبی از چوب و گرمانرمی مانند پلی اتیلن چگالی بالا (HDPE)، پلی اتیلن چگالی کم (LDPE) و پلی وینیل کلرید (PVC) با هم مخلوط خمیر مانند یکنواختی تشکیل می‌دهند. این فرایند اختلاط می‌تواند به صورت یکجا یا توسط فرایندهای پیوسته ای انجام گیرد.
علاوه برچوب اصلی با اندازه دانه‌ها در محدوده ۲۰ - ۶۰ مش، عوامل جفت‌کننده پلاستیک‌ها، تثبیت کننده، عامل کف زای یا رنگ نیز اضافه می‌گردند تا خواص محصول نهایی را برای کاربردهای خاص افزایش دهند.
به عنوان مثال، روغن‌ها ظاهرسطوح کامپوزیت را بهبود می‌بخشند .
سه روش معمول برای ساخت کامپوزیت چوب پلاستیک وجود دارد.
روش اکستروژن، که در آن کامپوزیت مذاب با نیرو از قالب عبور می‌کند و در شکل 1 نشان داده شده‌است.
در مورد روش قالبگیری تزریقی، کامپوزیت مذاب به قالب سرد تزریق می‌گردد . یک سوم فشار مذاب بین کامپوزیت دو نیمه قالب به وجود می آید.
اکثریت کامپوزیت‌های چوب پلاستیک توسط فرایند اکستروژن (بیرون رانی)، که با استفاده از انواع مختلف اکستروها (بیرون آورها) همچون تک پیچ یا دو- پیچ که برای تشکیل شکل نهایی استفاده می‌شوند، تولید می‌گردند. تصاویر ۲، ۳ و ۴ نمونه‌هایی از محصولات چوب پلاستیک و نمودار جریان وسیر مواد در کارخانه در فرایند تولید معمول را نشان می‌دهند.

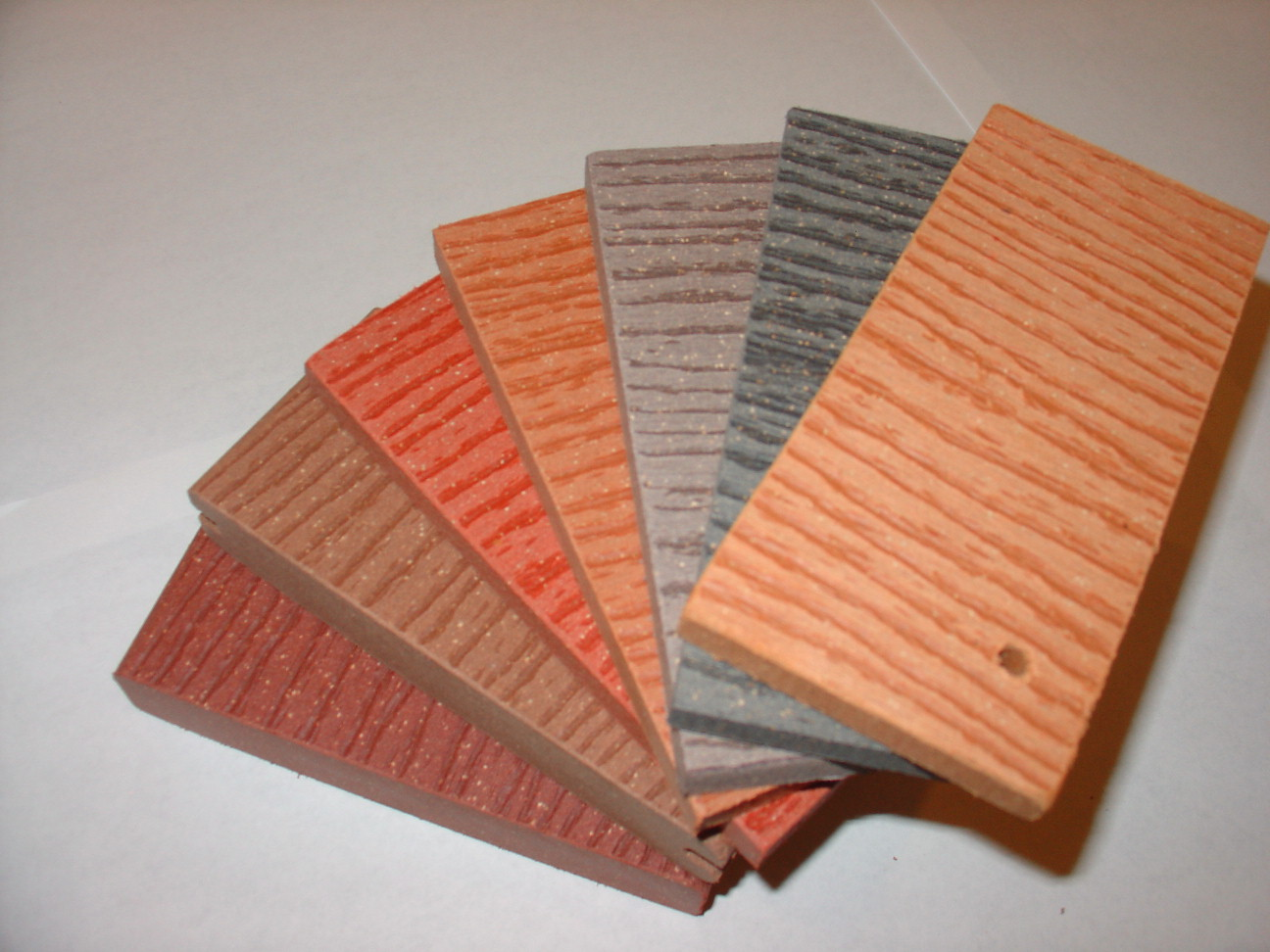

بسیاری از خواص فیزیکی و مکانیکی کامپوزیت چوب پلاستیک به برهم کنش بین چوب و مواد گرمانرم بستگی دارد. یکی از مؤثرترین روش‌ها برای بهبود این برهم کنش از طریق عامل جفت شدن (کوپلینگ) به عنوان یک افزودنی ایجاد می‌گردد.
به‌طور کلی، این مواد افزودنی به سازگاری بین چوب هیدروفیلیک که رطوبت را به راحتی جذب می‌کند و پلاستیک هیدروفوبیک که تمایل به آب ندارد، کمک می‌کنند و به تشکیل کامپوزیت تک فاز کمک می‌کنند و محصولی با ثبات فرم واندازه بهتر از چوب جامد را نتیجه می‌دهند.
چوب سنتی که با اعمال فشار و آرسنات مس کرومات (کاروتید) بیشتر ایجاد می‌شود.
استفاده از کامپوزیت چوب پلاستیک، در شکل صفحات جامد و همچنین ساختار لوله ای همانطور که در شکل ۲ نشان داده شده‌است، به عنوان یک جایگزین برای محصولات چوبی به عنوان مواد بسیار محبوب مورد استفاده است.
برخی از مزایا و معایب کامپوزیت چوب پلاستیک
بزرگترین مزیت کامپوزیت چوب پلاستیک یا پلاستو وود (WPC) سازگاری با محیط زیست، از طریق ساخته شدن از چوب‌های زائد و مواد پلاستیکی بازیافتی می‌باشد  . کامپوزیت چوب پلاستیک هزینه نگهداری کمتری در مقایسه با چوب سخت دارد . یکی از دلایل اصلی برای رشد سریع کامپوزیت چوب پلاستیک هزینه‌های کم آن در چرخه زندگی این کامپوزیت می‌باشد  .به‌طور کلی، عرشه از جنس کامپوزیت چوب پلاستیک هزینه تولید حدود ۱۵ درصد بیشتر نسبت به عرشه از جنس چوب‌های تولیدی به روش اعمال فشار را دارا می‌باشد، اما نیاز به هزینه نگهداری پایین تری دارد . دوره بازپرداخت واقعی این کامپوزیت نسبت به چوب‌های تولیدی به روش اعمال فشار مورد استفاده در ساخت عرشه در حدود ۳ تا ۵ سال برآورد شده‌است. ثبات ابعادی عالی به همراه تنوع کمتر این کامپوزیت نیز می‌تواند به عنوان یکی دیگر از مزیت‌های اصلی محصولات چوب پلاستیک در نظر گرفته شود.
بسیاری از تحقیقات در بسیاری از کشورها بر دوام و طول عمر بالای کامپوزیت چوب پلاستیک و علاقه‌مندی زیاد در استفاده از آن‌ها در فضاهایی باز، متمرکز شده‌است.
در حقیقت، کامپوزیت چوب پلاستیک در اصل به عنوان کامپوزیتی مقاوم در برابر پوسیدگی‌های طبیعی و همچنین مقاوم در برابر گرما و سرما و مقاوم در برابر قارچها و حمله و نفوذ حشرات، به بازار عرضه شد. با این حال، دیده شده که کامپوزیت چوب پلاستیک جذب‌کننده رطوبت و در نهایت محتمل فروپاشی، اما با سرعتی بسیار کندتر از چوب جامد است.
انبساط حرارتی، خزش (تغییر شکل وابسته به زمان)، چگالی بالا و رنگ آمیزی دشوار برخی از معایب کامپوزیت چوب پلاستیک می‌باشد .